# Hitri oplodni reaktor
Hitri oplodni reaktor je vrsta jedrskega reaktorja, ki lahko sam proizvaja jedrsko gorivo in tako deluje z boljšim izkoristkom goriva kot klasični reaktorji. Na tak način se v reaktorju ustvari več goriva, kot se ga sproti porabi. Na začetku so bili ti reaktorji zaradi tega precej popularni, kasneje pa je zaradi nekaterih težav njihova priljubljenost padla.
Oplodni reaktorji se od običajnih razlikujejo v namerno dodanih izotopih 238U ali 232Th. Slednjih izotopov počasnejši termični nevtroni ne cepijo v zadostni meri in sta zato v običajnih (termičnih) reaktorjih kot gorivo neuporabna. Del 238U se pretvori v uporabno jedrsko gorivo tudi v običajnih reaktorjih in vseeno prispevajo znaten del toplotne energije, vendar pri tem ne nastane zadosti goriva.
{\displaystyle {}^{238}U+{\mbox{nevtron}}\rightarrow {}^{239}U+\gamma \;{\overset {\beta ^{-}}{\rightarrow }}\;{}^{239}Np\;{\overset {\beta ^{-}}{\rightarrow }}\;{}^{239}Pu}
{\displaystyle {}^{232}Th+{\mbox{nevtron}}\rightarrow {}^{233}Th+\gamma \;{\overset {\beta ^{-}}{\rightarrow }}\;{}^{233}Pa\;{\overset {\beta ^{-}}{\rightarrow }}\;{}^{233}U}
Oplodni reaktorji nimajo moderatorja, ki bi upočasnjeval nevtrone. Hitri nevtroni lahko spremenijo prej neuporaben osiromašeni uran ali torij v uporabno jedrsko gorivo precej učinkoviteje od običajnih reaktorjev. Ti reaktorji zato potrebujejo obogateno jedrsko gorivo le na začetku obratovanja; kasneje pa zadošča le dodajanje naravnega oz. osiromašenega urana ali torija.
Pri teh reaktorjih nastaja veliko toplote, zato se hlajenje pogosto rešuje z uporabo tekočih kovin, predvsem natrija, ki toploto z reaktorske sredice prenaša ne sekundarni krog. Ker pa natrij v stiku z vodo reagira eksplozivno, je potrebna posebna previdnost pri konstruiranju in delovanju takega reaktorja.

## Primeri
- BN-600
- BN-1200
- Super Phenix